# Westerstede
Westerstede är en stad i det tyska distriktet Ammerland i delstaten Niedersachsen. Westerstede är centralort i distriktet och har cirka 24 000 invånare.

## Geografi
Westerstede ligger i det ammerländska parklandskapet mellan Oldenburg och Leer på det nordtyska låglandet på gränsen till Ostfriesland.

## Historia

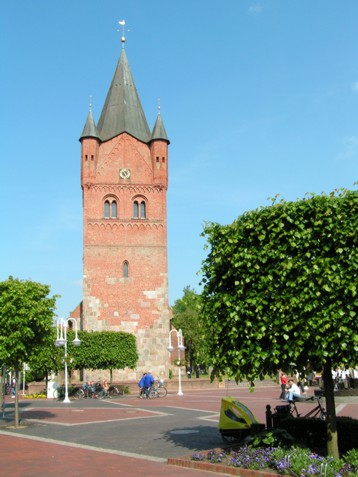
St. Petrikyrkan vid gamla torget i Westerstede

Westerstede nämns första gången 1123 i samband med bygget av St. Petrikyrkan. Byarna runt Westerstede är äldre, vilket bland annat arkeologiska fynd visar. Särskilt de byar som är byggda på geest är gamla. 
År 1232 ersattes den gamla träkyrkan med en stenkyrka. Under 1400- och 1500-talen drabbades Westerstede och övriga Ammerland av anfall från Ostfriesland och Münster. I mars 1457 stod ett slag vid Seegenford mot ostfriserna. Till minne av detta slag restes ett minnesmärke år 1912 (Friesendenkmal).
År 1526 inleddes reformationen och 1579 hölls den första predikan i St. Petrikyrkan av en evangelisk präst. Samma år omämns även ortens första skola. Under trettioåriga kriget skonades till stor del Ammerland och Westerstede som då var en del av hertigdömet Oldenburg.
Åren 1666 och 1667 drabbades Ammerland och särskilt Westerstede av pesten, som enligt sägen kom till området från Ostfriesland. År 1785 fick Westerstede handelsrättigheter av hertigen i Oldenburg.
Åren 1811-1813 var Westerstede och övriga delar av hertigdömet Oldenburg ockuperat av Frankrike. Den 6 november 1813 stormades kyrkan i Westerstede av 200 kosacker där de franska soldaterna hade förskansat sig. År 1815 brann stora delar av centrala Westerstede, men orten byggdes snabbt upp igen enligt en ny stadsplan. 
År 1858 blev Westerstede centralort i ett distrikt som omfattade områdena kring Westerstede, Apen, Edewecht och Bad Zwischenahn. År 1876 kom järnvägen till Westerstede (Ocholt).
År 1933 kom nazisterna till makten i Westerstede efter att ha fått över 80 % av rösterna i valet. Av ortens 33 judiska medborgare omkom 15 genom nazisternas handlingar och 16 utvandrade. En minnestavla finns numera vid Westerstedes stadsbibliotek. Under andra världskriget drabbades inte området nämnvärt av stridshandlingar. Våren 1945 kom ett stort antal flyktingar till Westerstede och den 3 maj 1945 kom polska och kanadensiska trupper till orten.
År 1977 fick Westerstede stadsrättigheter.

## Näringsliv
Westerstede ligger vid motorväg A28. I staden finns skolor, sjukhus och en betydande handel. Liksom flera andra orter i nordvästra Niedersachsen är turismen av stor betydelse. Trädgårdsmästerier är en annan viktig näring i staden liksom möbelproduktion.